# Kościół św. Wawrzyńca w Prusach
Kościół św. Wawrzyńca w Prusach – rzymskokatolicki kościół parafialny zlokalizowany w Prusach (powiat strzeliński).

## Historia

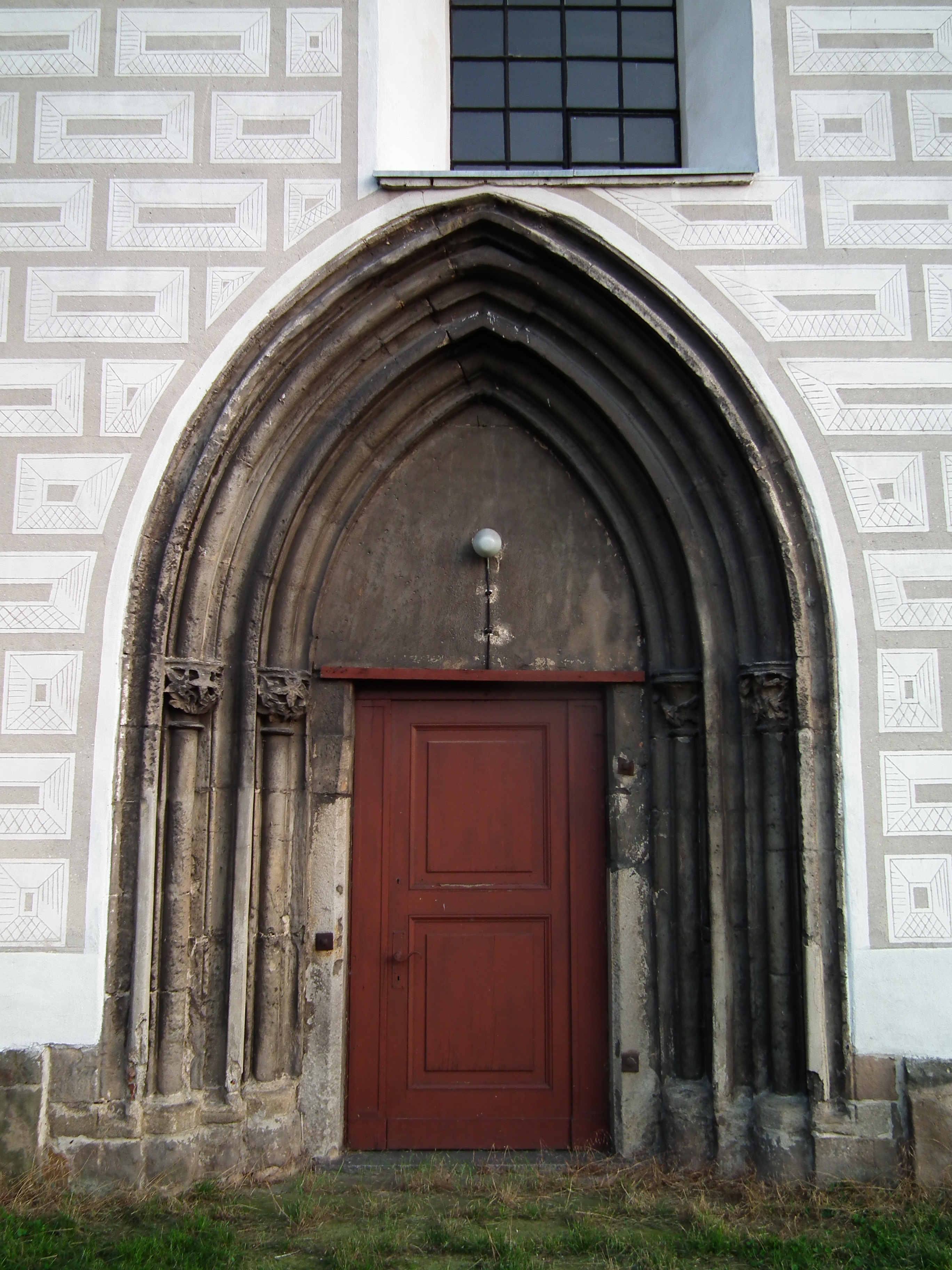
Portal północny (XIII wiek)

Obiekt po raz pierwszy wzmiankowano w 1318. Obecna budowla jest XIII-wieczna, rozbudowana w XV i XVI wieku, odrestaurowana w XIX wieku i remontowana w 1969.

## Architektura
Kościół jest prostokątny, z kwadratową wieżą od zachodu. Jest oskarpowany, z dwuspadowym dachem krytym dachówką. Na południowej ścianie umieszczono zegar słoneczny. Ściany pokryte sgraffitem pozorującym boniowanie. Wystrój wnętrza reprezentuje style renesansowy i barokowy. Chrzcielnica jest manierystyczna, podobnie jak stalle. Prezbiterium nakryte jest sklepieniem krzyżowo–żebrowym, nawa dwuprzęsłowym sklepieniem gwiaździstym, a nawa południowa - sklepieniem kolebkowym z lunetami. Do cennych elementów należą też renesansowa płyta nagrobna z piaskowca, a także dwie kolumny z gotyckimi kapitelami pochodzące z końca XIII wieku. Dzwon jest XVI-wieczny. Ściany udekorowano powojennymi malowidłami natynkowymi.
Cenne są portale: północny z końca XIII wieku, ostrołukowy z półkolumnami, południowy z przełomu XV i XVI wieku, a także zachodni (wieżowy), z łukiem odcinkowym i z neogotyckimi sterczynami nałożonymi na elewację.
Obiekt okala mur obronny z pozostałościami kaplic nagrobnych.